# Torgelow

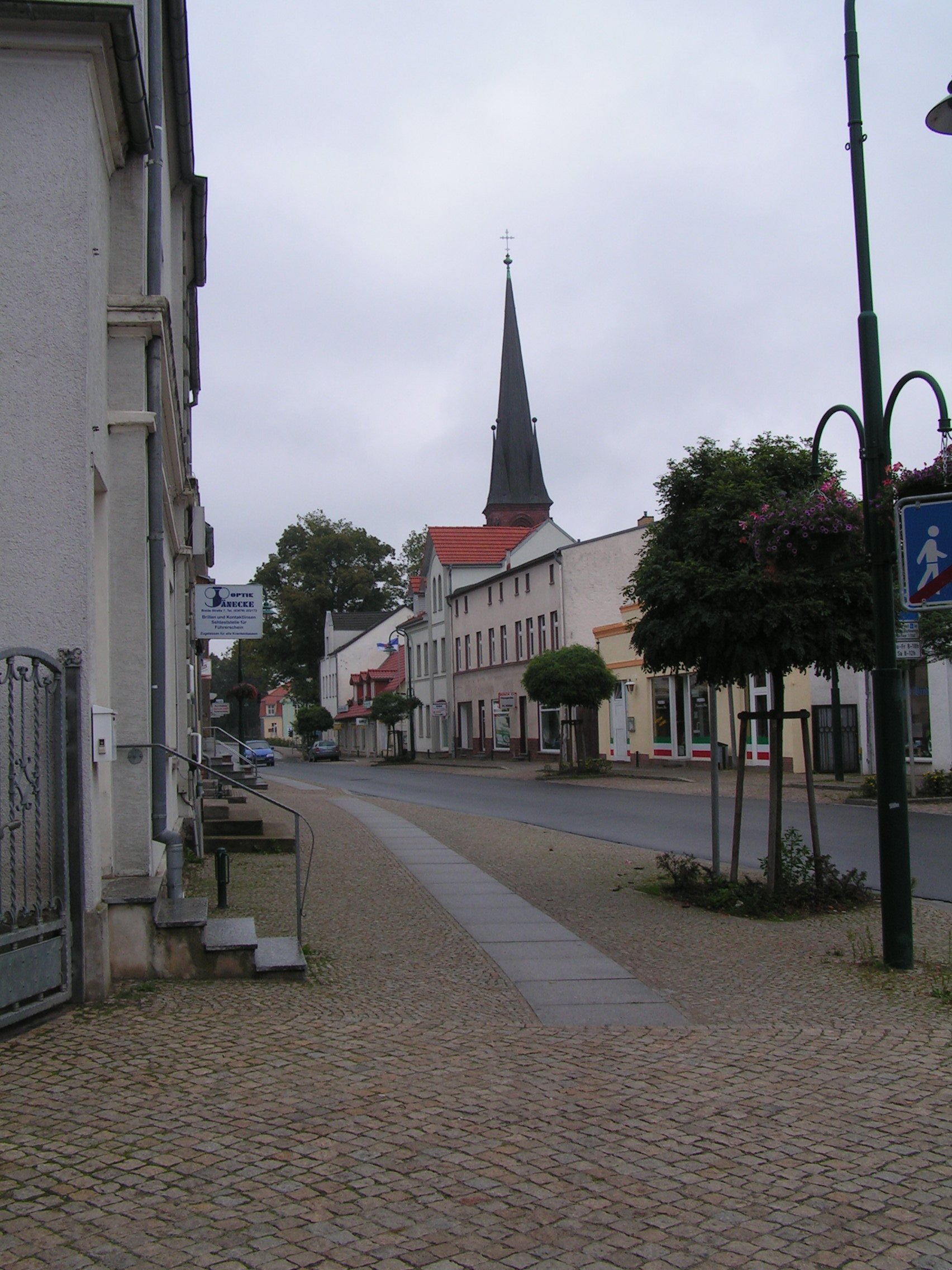
Stadtansicht

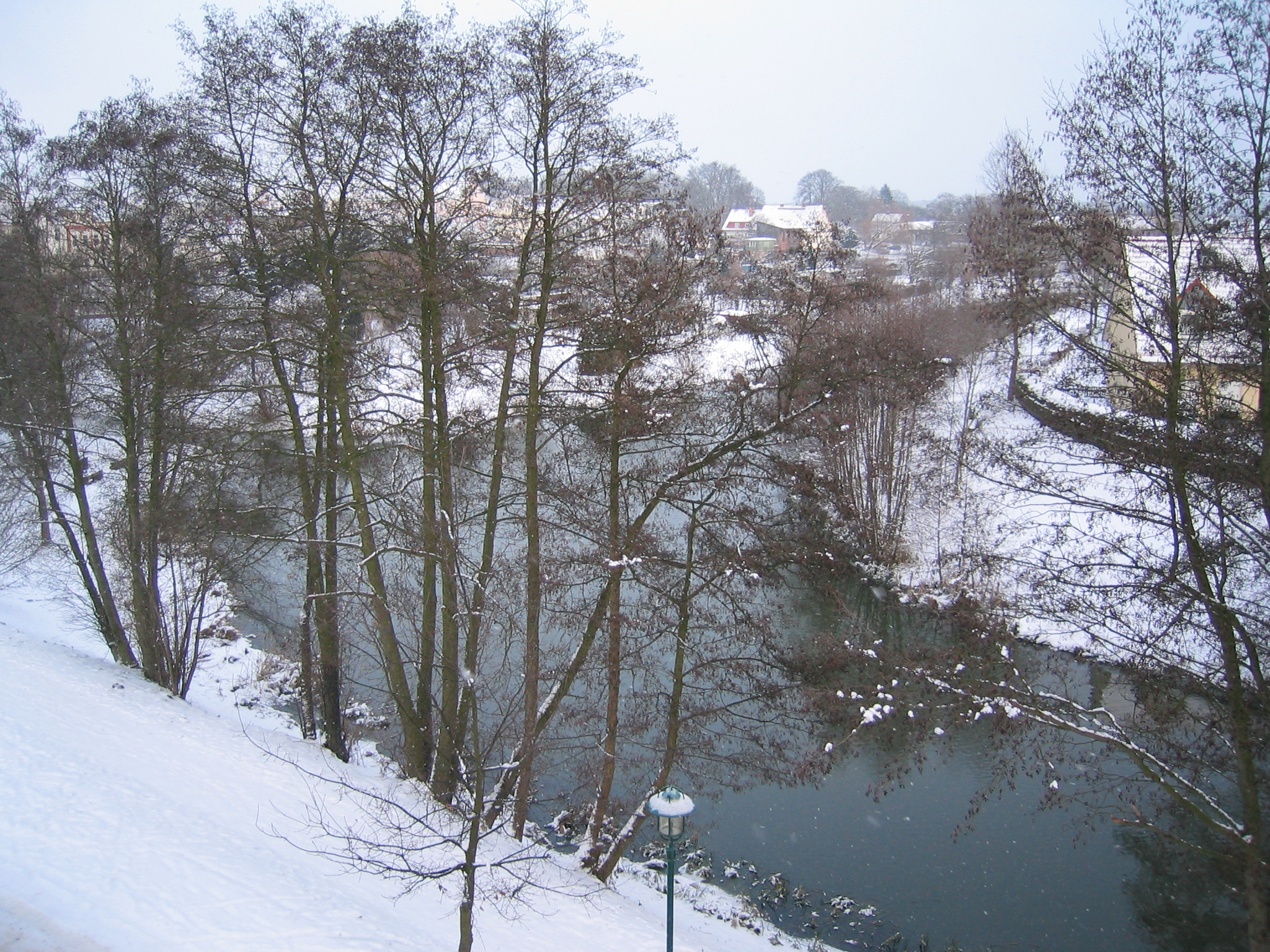
Die Uecker in Torgelow

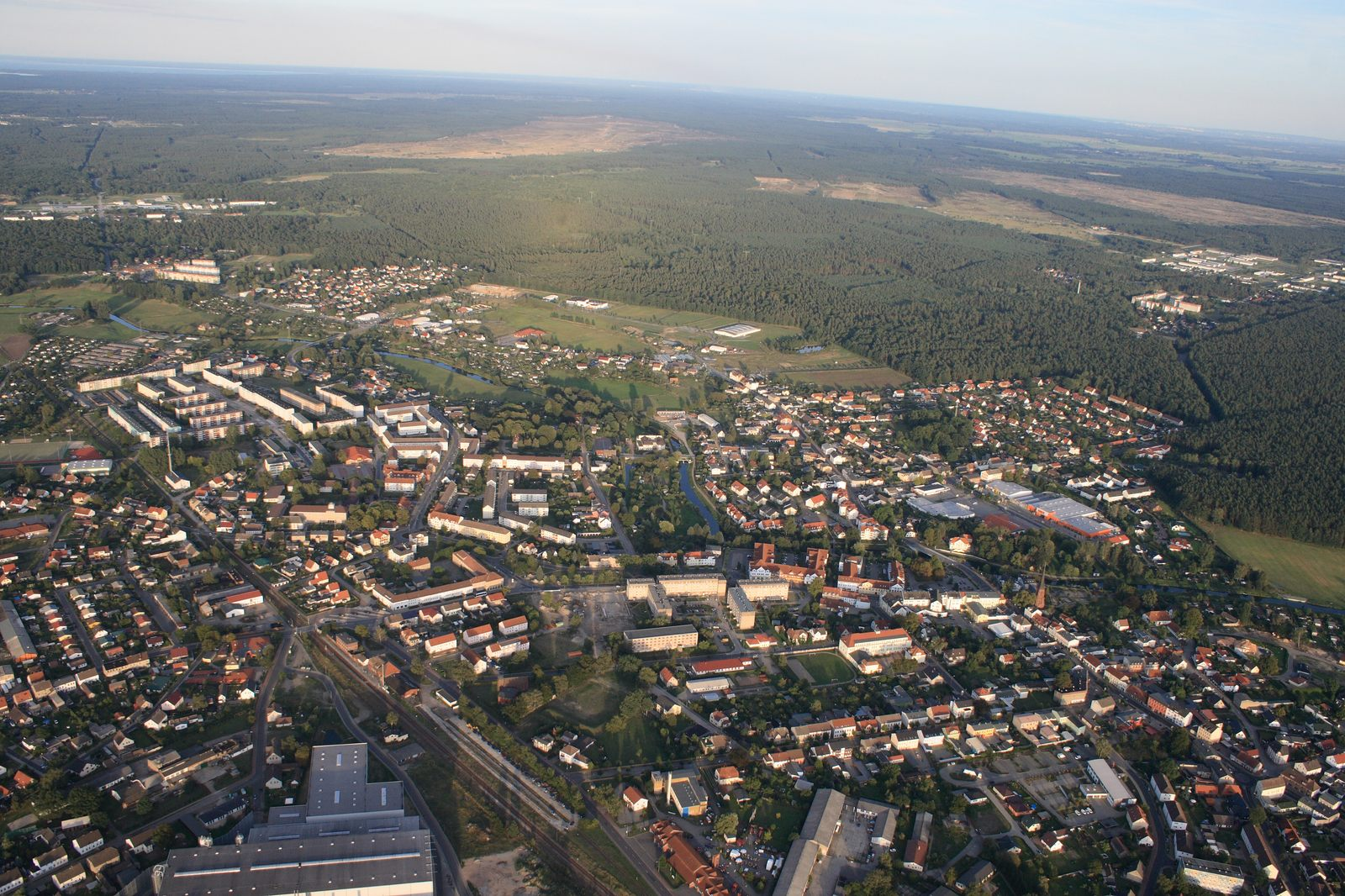
Luftaufnahme von Torgelow

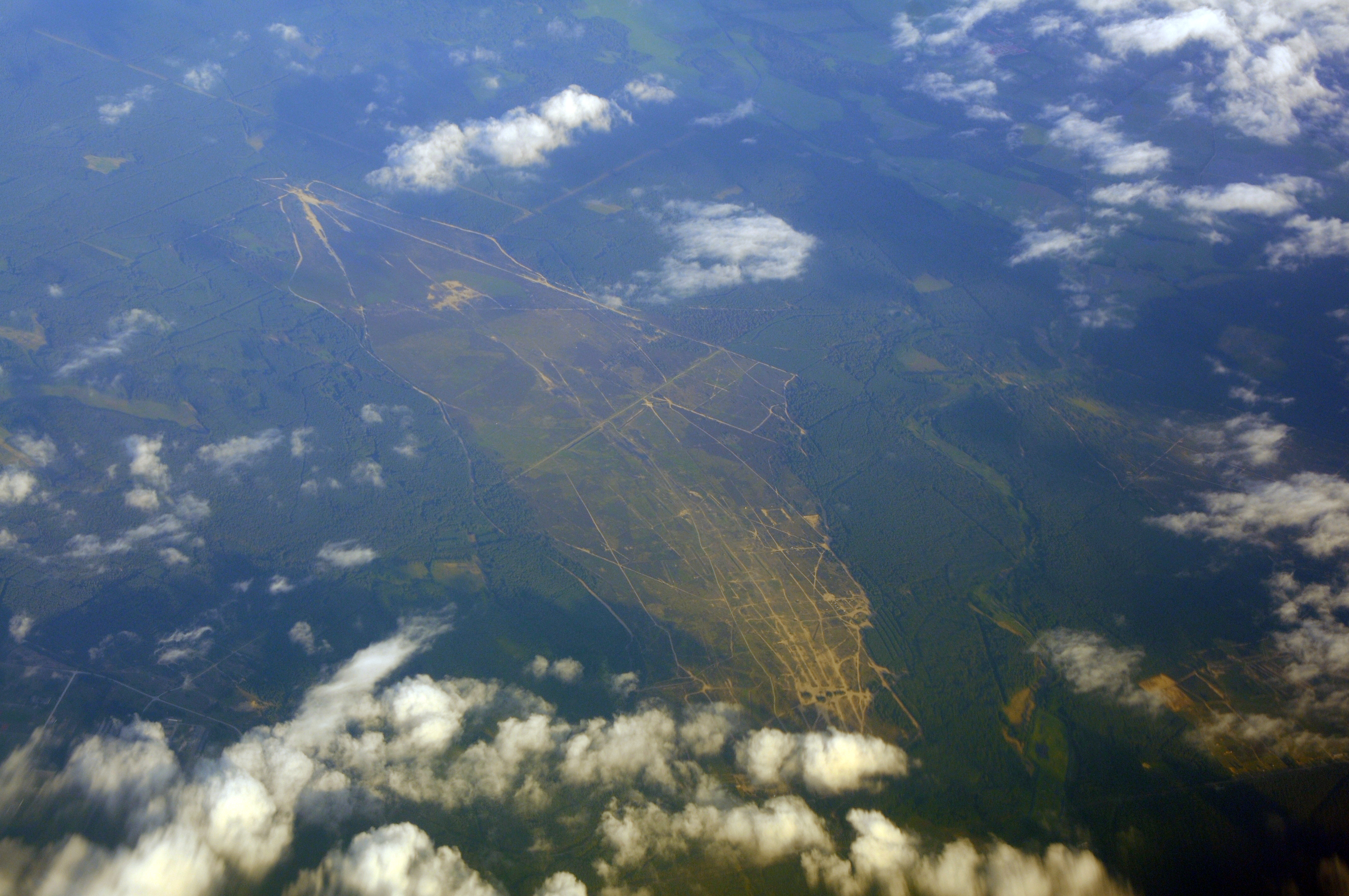
Truppenübungsplatz Eggesin-Torgelow

Torgelow ([ˈtɔʁɡəlo]) ist eine Kleinstadt im Landkreis Vorpommern-Greifswald in Mecklenburg-Vorpommern. Sie ist Verwaltungssitz des am 1. Januar 2005 gebildeten Amtes Torgelow-Ferdinandshof, dem weitere sechs Gemeinden angehören. Torgelow bildet für seine Umgebung ein Grundzentrum.

## Geografie

### Lage
Die Stadt liegt an der unteren Uecker im Gebiet der Ueckermünder Heide zwischen den Städten Pasewalk und Ueckermünde.

### Stadtgliederung
Zur Stadt Torgelow gehören folgende Ortsteile:
| - Heinrichsruh - Holländerei - Müggenburg |

Wohnsiedlungen innerhalb des Stadtgebietes sind Drögeheide und Spechtberg.

### Nachbargemeinden
Im Uhrzeigersinn (von Norden beginnend): Liepgarten, Eggesin, Viereck, Hammer a. d. Uecker, Jatznick, Wilhelmsburg und Ferdinandshof.

## Geschichte

### Torgelow

#### Ortsname
Der Ortsname Torgelow ist polabischen Ursprungs und bedeutet nach dem Wortstamm „Torg“ so viel wie Marktplatz (vgl. polnisch targ, obersorbisch torhošćo). Hier war am Zusammenfluss von Uecker und Randow ein wichtiger Handelsplatz mit der Burg Alt-Torgelow.
Einer alternativen Deutung nach soll der Ortsname vom ebenfalls polabischen turŭ für Auerochse bzw. Turreghlaue für Stierkopf stammen.

#### Mittelalter
Eine Burg und Landschaft wurde schon im Jahr 1270 „in mercia turglowe“ erwähnt. Erstmals urkundlich erwähnt wurde Torgelow am 14. April 1281, als der brandenburgische Markgraf Otto IV. auf Schloss Torgelow eine Urkunde signierte. 1333 wurden Henning und Hermann Torgelowen genannt. Um 1350 ließ Bertram Hase die Burg Alt-Torgelow errichten. Er war berüchtigt als Wegelagerer und Raubritter und widersetzte sich selbst der Streitmacht des Landesherren. Herzog Bogislaw VI. konnte die starke Burg trotz längerer Belagerung nicht einnehmen, es kam zum Vergleich, aber Hase betrieb seine Raubritterei weiter. 1446 belagerte Herzog Wartislaw IX. die Burg erneut, da der Nachfahre Zacharias Hase ebenfalls als Raubritter sein Unwesen trieb. Er konnte aber der Übermacht nicht standhalten und floh. Die Burg wurde zerstört. Als Hase wiederkehrte, verhinderten die Anklamer Kaufleute, die besonders unter der Wegelagerei zu leiden hatten, den Neuaufbau der Burg. 1454 belehnte Herzog Wartislaw IX. den Ritter Bernd von Muckerwitz (Pommern) mit dem Schlossgut Torgelow, dessen Familie starb aber bald nach 1568 aus. Der Ritterbesitz wurde danach Domäne des Herzogtums Pommern-Wolgast.

#### Frühe Neuzeit und 19. Jahrhundert
Die Siedlung wurde im Dreißigjährigen Krieg vollkommen zerstört. Königin Christine von Schweden beschloss nach dem Frieden von Münster und Osnabrück, den Ort mit Finnen und Livländern zu besiedeln. Am Ende des Nordischen Krieges, 1720, gehörte Altvorpommern und damit auch Torgelow zu Preußen.
Bekannt wurde Torgelow, als man Anfang des 18. Jahrhunderts Raseneisenerz fand. Dies war die Grundlage der Kabinettsorder Friedrichs II. vom 25. Dezember 1753 für den Bau des „Königlich-Preußischen Eisenhüttenwerkes bey Torgelow“. Torgelow entwickelte sich nun zum Industriedorf.
Das Hüttenwerk war noch bis nach 1865 ein eigener Polizeibezirk. Torgelow war das Kirchdorf der Gemeinde und hatte 1865 eine Kirche, ein Predigerwitwenhaus, ein Küsterhaus, drei Schulen, eine Dampfmühle, einen Krughof, 105 Wohn- und 208 Wirtschaftsgebäude. Der Ort hatte 1570 Einwohner in 330 Familien, darunter sechs Halbbauern und 102 Büdner, die anderen waren Tagelöhner in den umfangreichen Staatsforsten, aber auch viele Handwerker waren in den Wohnplätzen angesessen. Zu Torgelow gehörten zu dieser Zeit folgende Wohnplätze:
- Benningen (auch Schafbrück genannt) – mit einer Büdnerstelle seit 1765, dort gab es zwei Wohn- und zwei Wirtschaftsgebäude mit elf Einwohnern in zwei Familien
- Carlsfelde – seit 1770 in Erbpacht mit einer Ziegelei, die 1840 in eine Kalkbrennerei umgewandelt wurde, es existierten drei Wohn- und sechs Wirtschaftsgebäude mit 40 Einwohnern in acht Familien
- Heinrichsruh – eine Ziegelei, die aber nicht zur gleichnamigen Ortschaft gehörte, sondern zu Torgelow, der Platz hatte nur ein Wohn- und ein Wirtschaftsgebäude, dort wohnte der Ziegler mit seiner Frau
- Spechtberg – der Ort war eine Büdnerstelle, die seit 1794 freies Eigentum war, mit zwei Wohn- und drei Wirtschaftsgebäuden, der Platz hatte zwölf Einwohner in zwei Familien.[7]

#### 20. und 21. Jahrhundert
In der Zeit des Nationalsozialismus wurden die neun jüdischen Bürger der Stadt verfolgt, in die Emigration gedrängt oder umgebracht. Die Synagoge der ehemaligen Jüdischen Gemeinde wurde niedergebrannt.
In dieser Zeit gab es 14 Gießereien. Unter den Tarnbezeichnungen „See I“ und „See II“ erfolgte ab 1935 der Bau einer großen Sprengstofffabrik nahe dem Ortsteil Spechtberg durch die Deutsche Sprengchemie GmbH. Im Staatsforst Müggenburg errichtete die deutsche Luftwaffe zur gleichen Zeit eine Munitionsanstalt (Muna), die Luftmunitionsanstalt Torgelow (auch Luftmunitionsanstalt 1/III). Im Zweiten Weltkrieg mussten 3500 Frauen und Männer aus den von Deutschland besetzten Ländern in diesen Betrieben unter grausamen Bedingungen Zwangsarbeit verrichten. Viele der Zwangsarbeiter starben oder wurden ermordet.
Torgelow erhielt am 4. Mai 1945 vom sowjetischen Stadtkommandanten das Stadtrecht. Nach dem Zweiten Weltkrieg wurden die Gießereien auf dem Gelände der ehemaligen Hallerwerke zum VEB GUS (Guß- und Schmiedeteile) zusammengefasst, bis zur Wende 1989 als VEB Gießerei und Maschinenbau „Max Matern“ einem der größten Betriebe in der Region. Es wurden Teile für die Werften in Rostock gebaut und Motorengehäuse gegossen.
Am 1. Juli 1950 wurde die bis dahin eigenständige Gemeinde Jägerbrück eingegliedert.
Torgelow wurde insbesondere bekannt durch seine in der Umgebung liegenden Kasernen und den östlich der Stadt gelegenen Truppenübungsplatz Jägerbrück.
Von 1952 bis 1994 gehörte Torgelow zum Kreis Ueckermünde (bis 1990 im DDR-Bezirk Neubrandenburg, danach im Land Mecklenburg-Vorpommern). 1994 wurde die Stadt in den Landkreis Uecker-Randow eingegliedert. Seit der Kreisgebietsreform 2011 liegt sie im Landkreis Vorpommern-Greifswald.
Seit 1991 wurde der historische Stadtkern im Rahmen der Städtebauförderung grundlegend saniert. Für seine vorbildliche stadtplanerische Zusammenarbeit mit den Städten Ueckermünde und Eggesin wurde Torgelow 2002 im Bundeswettbewerb „Stadtumbau Ost“ ausgezeichnet. 1996 wurde der Neubau des Rathauses eingeweiht.
2006 feierte Torgelow sein 725. und die Eisengießerei ihr 250. Jubiläum.

### Ortsteile und Wohnsiedlungen
Heinrichsruh
Holländerei
Müggenburg
Müggenburg liegt auf einer Waldlichtung mitten im Staatsforst. Östlich erstreckt sich das Gebiet einer ausgedehnten bewaldeten Binnendüne. Der Ort war eine Domäne und erhielt 1770 eine Holländerei, eine Büdnerei, eine Teerschwelerei und eine Stabschlägerei in der Unterförsterei.
Müggenburg hatte 1865 eine Schule, 14 Wohn- und 23 Wirtschaftsgebäude. Es waren 231 Einwohner in 48 Familien ansässig, davon waren 13 Besitzer.
Südlich des Ortes liegt die Bahnstrecke Jatznick–Ueckermünde. Westlich verläuft neben dem Ort die Gasleitung OPAL von Lubmin nach Sachsen.
Der Müggenburger Teerofen ist nur noch ein Bodendenkmal, das Forsthaus daneben (mit Stabschlägerei) ist noch gut erhalten.
Drögeheide mit Jägerbrück
Spechtberg
Spechtberg war anfangs direkt als Wohnplatz dem Ort Torgelow zugeordnet. Ein Gebiet südlich der Ortslage heißt noch immer „Büdnerland“. Da Spechtberg durch die Uecker von Torgelow getrennt war, entwickelte es sich eigenständig mit einem Kalkofen und einer Försterei. Erst in den 1950er Jahren wurde Spechtberg ein großer Ort durch die Ansiedlung der dortigen Kasernenanlage der NVA mit zugehöriger Wohnsiedlung für die Offiziere und Berufssoldaten und deren Familien. Nach der Wende etablierte sich dort das Panzerbataillon 413 der Bundeswehr.

## Bevölkerung
| Jahr | Einwohner |
| ---- | --------- |
| 1990 | 13.463    |
| 1995 | 12.244    |
| 2000 | 11.449    |
| 2005 | 10.128    |
| 2010 | 09.268    |
| 2015 | 09.436    |

| Jahr | Einwohner |
| ---- | --------- |
| 2020 | 8.972     |
| 2021 | 8.929     |
| 2022 | 9.307     |
| 2023 | 9.269     |

Stand: 31. Dezember des jeweiligen Jahres

## Politik

### Stadtvertretung
Die Stadtvertretung von Torgelow besteht entsprechend der Einwohnerzahl der Stadt aus 21 Mitgliedern. Die Kommunalwahl am 9. Juni 2024 führte bei einer Wahlbeteiligung von 62,4 % zu folgendem Ergebnis:
| Partei / Wählergruppe                           | Stimmenanteil 2019 | Sitze 2019 |  | Stimmenanteil 2024 | Sitze 2024 |
| ----------------------------------------------- | ------------------ | ---------- |  | ------------------ | ---------- |
| AfD                                             | 11,1 %             | 2          |  | 27,4 %             | 2          |
| CDU                                             | 17,3 %             | 4          |  | 19,2 %             | 4          |
| Bürgerbündnis mit Kompetenz für Vorpommern (BB) | 17,7 %             | 4          |  | 15,9 %             | 3          |
| SPD                                             | 26,2 %             | 5          |  | 13,6 %             | 3          |
| Die Linke                                       | 18,0 %             | 4          |  | 12,0 %             | 3          |
| Freie Wähler Torgelow                           | 07,5 %             | 2          |  | 11,9 %             | 2          |
| Einzelbewerber Uwe Eckhardt                     | 01,6 %             | –          |  | –                  | –          |
| Einzelbewerber Rocco Murawski                   | 00,7 %             | –          |  | –                  | –          |
| Insgesamt                                       | 100 %              | 21         |  | 100 %              | 17         |

Bei der Wahl 2024 entfielen auf die AfD sechs Sitze. Da sie nur zwei Kandidaten aufgestellt hatte, bleiben in der Stadtvertretung vier Sitze unbesetzt.

### Bürgermeister
- 1992–2018: Ralf Gottschalk
- seit 2019:00 Kerstin Pukallus

Nach dem Tod Ralf Gottschalks im September 2018 wurde Kerstin Pukallus in der Bürgermeisterwahl am 11. November 2018 mit 71 % der gültigen Stimmen für eine Amtszeit von neun Jahren gewählt.

### Wappen
| Wappen von Torgelow | Blasonierung: „Gespalten, vorn in Silber (Weiß) schräggekreuzt ein schwarzer Schlägel und schwarzer Hammer, hinten in Blau ein roter Greifenkopf mit geöffnetem goldenen (gelben) Schnabel und ausgeschlagener roter Zunge.“ |
| Wappen von Torgelow | Wappenbegründung: Das zunächst nur im Torgelower Tageblatt verwendete Wappen kombiniert ein Wappenbild mit wirtschaftlichem Bezugscharakter und einem Herrschaftszeichen. Schlägel und Eisen symbolisieren die die Entwicklung des Ortes bestimmende Eisenindustrie, der Greifenkopf und die Schildfarben verweisen auf seine Zugehörigkeit zur ehemaligen Provinz Pommern. Das Wappen wurde um 1898 gestaltet. Es wurde unter der Nr. 12 der Wappenrolle des Landes Mecklenburg-Vorpommern registriert. |

### Flagge
Die Flagge wurde am 27. Februar 1992 durch das Ministerium des Innern genehmigt.
Sie ist längs gestreift von Blau, Weiß und Blau. Die blauen Streifen nehmen je ein Zwölftel der Höhe des Flaggentuchs ein. In der Mitte des Flaggentuchs liegt das Stadtwappen, das etwa zwei Drittel der Höhe des Flaggentuchs einnimmt. Die Länge des Flaggentuchs verhält sich zur Höhe wie 5:3.

### Dienstsiegel
Das Dienstsiegel zeigt das Stadtwappen mit der Umschrift „STADT TORGELOW * LANDKREIS VORPOMMERN-GREIFSWALD“.

### Städtepartnerschaften
- Kamień Pomorski (Cammin) in Polen; seit 1990[18]
- Espelkamp in Nordrhein-Westfalen; seit dem 19. September 1990[19][20]
- Pomerode in Brasilien (Kooperationsabkommen)[21]

## Sehenswürdigkeiten

### Bauwerke

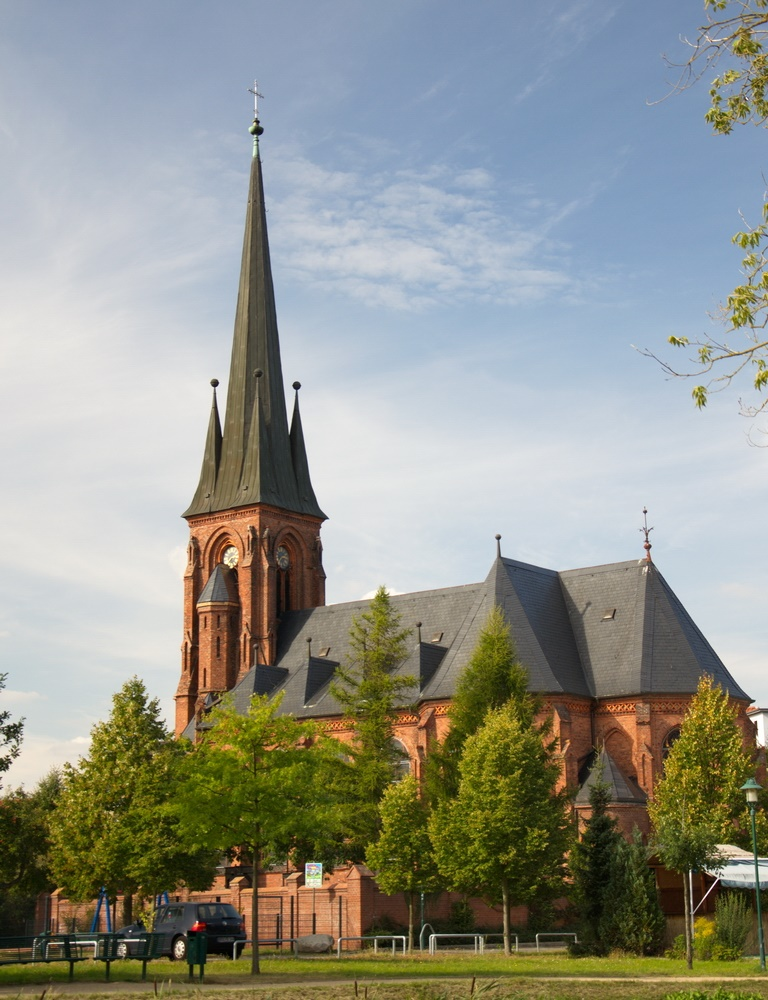
Christuskirche

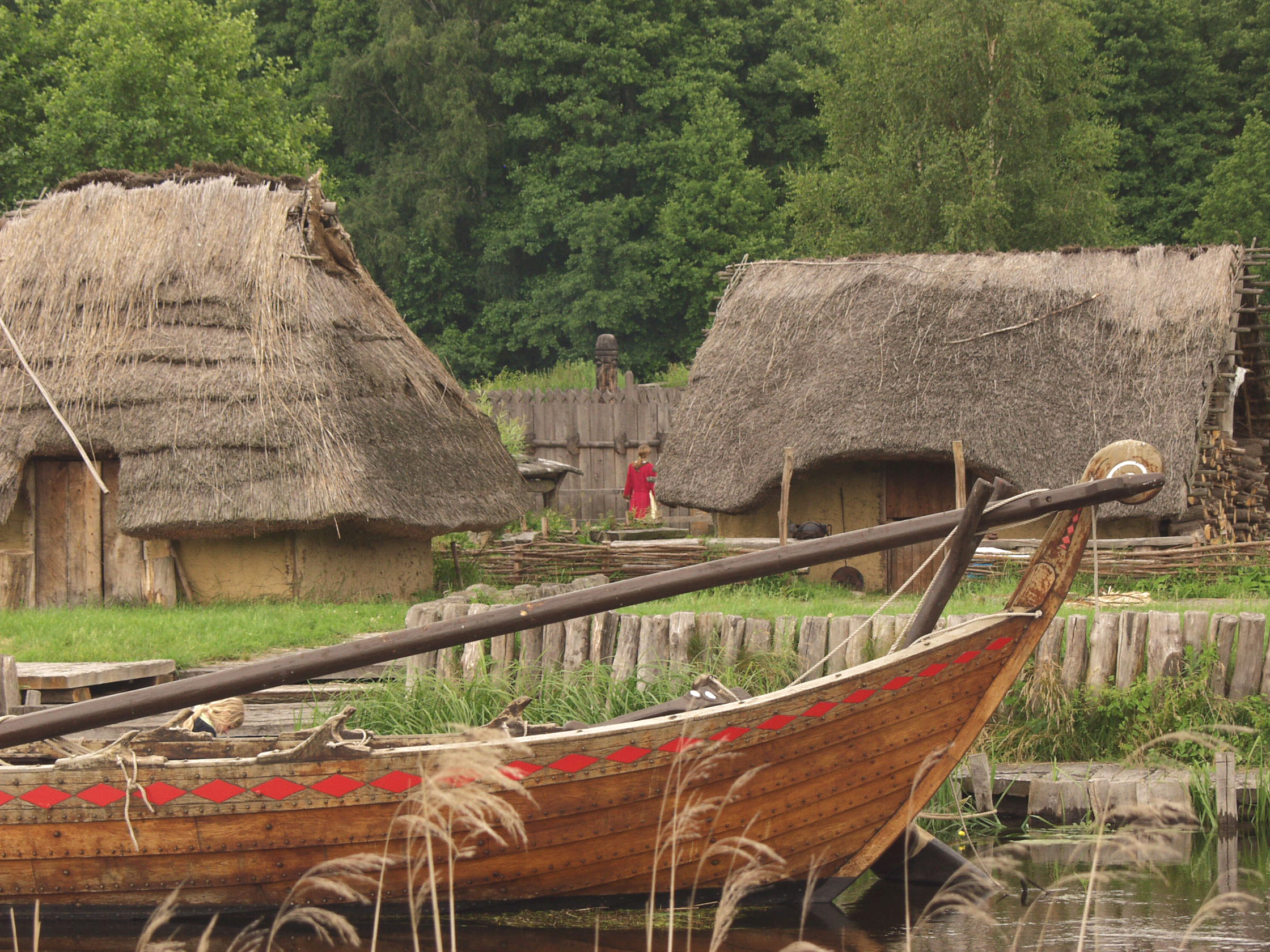
Museumsdorf Ukranenland

- Neugotische evangelische Christuskirche von 1882/84: Bedeutsam sind die farbigen Altarraumfenster und die Mehmel-Orgel von um 1890 von der Orgelbaufirma Friedrich Albert Mehmel aus Stettin, sowie der Taufstock von 1624 (andere Quellen 1660).
- Expressionistische katholische Herz-Jesu-Kirche von 1932 nach Plänen von Carl Kühn: Der gedrungene Turm über dem Altarraum übernimmt in der Außenansicht dessen halbrunde Rückwand. Über dem aus Klinkern gemauerten Altar befindet sich eine 1938 von Hubert Schöllgen in Sgraffito-Technik geschaffene Kreuzigungsgruppe.[22]
- Freilichtmuseum Ukranenland, stellt mit Rekonstruktionen von Häusern und Ausrüstungsgegenständen die slawische Besiedlung der Ueckerniederung im frühen Mittelalter dar.
- Rathaus Torgelow, zwei- und dreigeschossiger Baukomplex in U-Form an der Uecker
- Schlossruine Torgelow, Friedrichstraße 1 an der Uecker, daneben
- Villa Friedrichstraße 1 mit Touristen-Information und Trauraum.
- Freilichtmuseum Castrum Turglowe, in dem das Leben des 13. Jahrhunderts nachempfunden werden kann, entstand neben der Villa Friedrichstraße 1
- Glockenstuhl, Gedenkstein und Parkreste auf dem sanierten Hüttenwerkplatz
- Saniertes Faktorhaus von 1754 Hüttenwerkplatz 2
- Wasserwanderrastplatz am Ueckerwehr

### Gedenkstätten
- Gedenkstätte der genannten antifaschistischen Widerstandskämpfer Torgelows von 1972 am Hüttenwerkplatz
- Denkmal für die Opfer des Faschismus von 1969 in der Bahnhofstraße, die 1977 durch eine Figurengruppe des Bildhauers Ludwig Engelhardt ergänzt wurde. Die Stele wurde 1992 abgerissen, die Plastik kam auf den Gemeindefriedhof.
- Kriegsgräberanlage zur Ehrung der Opfer von Kriegen und Gewaltherrschaft von 1994 auf dem Friedhof der Stadt. Darin integriert wurden 22 Gräber von Soldaten der Roten Armee, der VdN-Ehrenfriedhof von 1974, Gräber von Opfern der Zwangsarbeit sowie von Angehörigen der Wehrmacht.
- Gedenkstein für die Geschwister Scholl von 1968 an der Diesterweg-Schule; wurde 1991 umgestoßen und lag zerbrochen bis 1999 in einem Gebüsch.
- Gedenktafel zur Erinnerung an eine Großkundgebung der Einwohner gegen die Machtübernahme der Nationalsozialisten am 30. Januar 1933; war nach 1945 am Haus der Schaffenden und ab 1970 Deutschen Haus angebracht, seit 1990 in der Heimatstube.
- Gedenktafel für den Kommunisten Max Matern von 1991 in der Königstraße.

## Wirtschaft und Infrastruktur

### Wirtschaft
Die Eisengießerei Torgelow GmbH ist als metallverarbeitendes Unternehmen mit ca. 400 Beschäftigten der größte Arbeitgeber in Torgelow. Die Bundeswehr ist mit dem Jägerbataillon 413 und fünf seiner Kompanien in Torgelow stationiert.

### Verkehr
In Torgelow kreuzen sich die Landesstraßen L 32 (Strasburg–Eggesin) und L 321 (Heinrichsruh–Pasewalk).
Torgelow ist seit 1884 an die Bahnstrecke Jatznick–Ueckermünde angebunden. Der Bahnhof Torgelow von 1884 wird von der Regional-Express-Linie RE 4 der DB Regio (Pasewalk–Ueckermünde Stadthafen) zweistündlich, in der Hauptverkehrszeit stündlich bedient.
Durch die Stadt führt der Radfernweg Berlin–Usedom.

### Bildung
- Grundschule Pestalozzi, Goethestraße 2
- Regionale Schule Albert Einstein, Albert-Einstein-Straße 3
- Zentrale Berufliche Schule Uecker-Randow als Außenstelle, Ueckermünder Str. 17
- Kreismusikschule als Außenstelle, Ueckermünder Straße 17

### Sport
- Fußball:
  - Der Torgelower FC Greif spielte bis zur Saison 2021/22 in der Oberliga Nordost Nord. Als Stadion dient die Gießerei-Arena. Im Rahmen des DFB-Pokals 2010/11 spielte die Mannschaft gegen den Bundesligaverein Hamburger SV, verlor aber 1:5 und schied aus.
  - BSV Forst Torgelow, FC Vorwärts Drögeheide, FC Pio Torgelow und die SpVgg Torgelow-Ueckermünde
- Schach: SAV Torgelow, spielt in der Schachbundesliga der Frauen
- Ringen: SAV Torgelow, bereits in der 2. Bundesliga aktiv
- Handball: HSV Greif Torgelow 07
- Karate: Karate-Budo-Torgelow

## Persönlichkeiten
Ehrenbürger
- 2018, August: Ralf Gottschalk (1955–2018), langjähriger Bürgermeister[13]

Söhne und Töchter der Stadt
- Albert Parlow (1824–1888), Komponist, Musikdirektor der preußischen Armee
- Frieda Szturmann (1897–1963)
- Walter Mentzel (1899–1978), Politiker (NSDAP, DP, CDU)
- Rudolf Lentzsch (1900–1945), Gewerkschaftsfunktionär, Widerstandskämpfer gegen den Nationalsozialismus
- Bruno Lentzsch (1903–1972), Politiker (SED)
- Liane Croon (1927–2000), Schauspielerin
- Kurt Meier (* 1930), Diplomat der DDR
- Hildegund Sell (1933–2022), Keramikkünstlerin und Formgestalterin
- Falko Behrendt (* 1951), Maler und Grafiker
- Brunhilde Nauer (* 1959), Politikerin (AfD)

Mit Torgelow verbundene Persönlichkeiten
- August Manns (1825–1907), Militärkapellmeister und Dirigent, in Torgelow aufgewachsen
- Bernd Köhlert (1942–1964), Söldner im Kongo, in Torgelow aufgewachsen
- Angelika Janz (* 1952), Schriftstellerin, Leiterin der Frauenkulturgruppe „Seelenwelten“ in Torgelow
- Patrick Dahlemann (* 1988), Politiker (SPD), lebt in Torgelow
- Philipp Amthor (* 1992), Politiker (CDU), in Torgelow aufgewachsen